# USS Hobson (DD-464)
L'USS Hobson (DD-464/DMS-26) est un destroyer de classe Gleaves en service dans la Marine des États-Unis pendant la Seconde Guerre mondiale. Il fut le seul navire nommé en l'honneur de Richmond P. Hobson (en), un officier de la guerre hispano-américaine récipiendaire de la Medal of Honor.

## Historique
Sa quille est posé le 14 novembre 1940 au chantier naval de North Charleston, en Caroline du Sud. Il est lancé le 8 septembre 1941, parrainé par Mme Grizelda Hobson, veuve de l'amiral Hobson. Il est mis en service le 18 décembre 1941 sous le commandement du commander (capitaine de frégate) R. N. McFarlane.

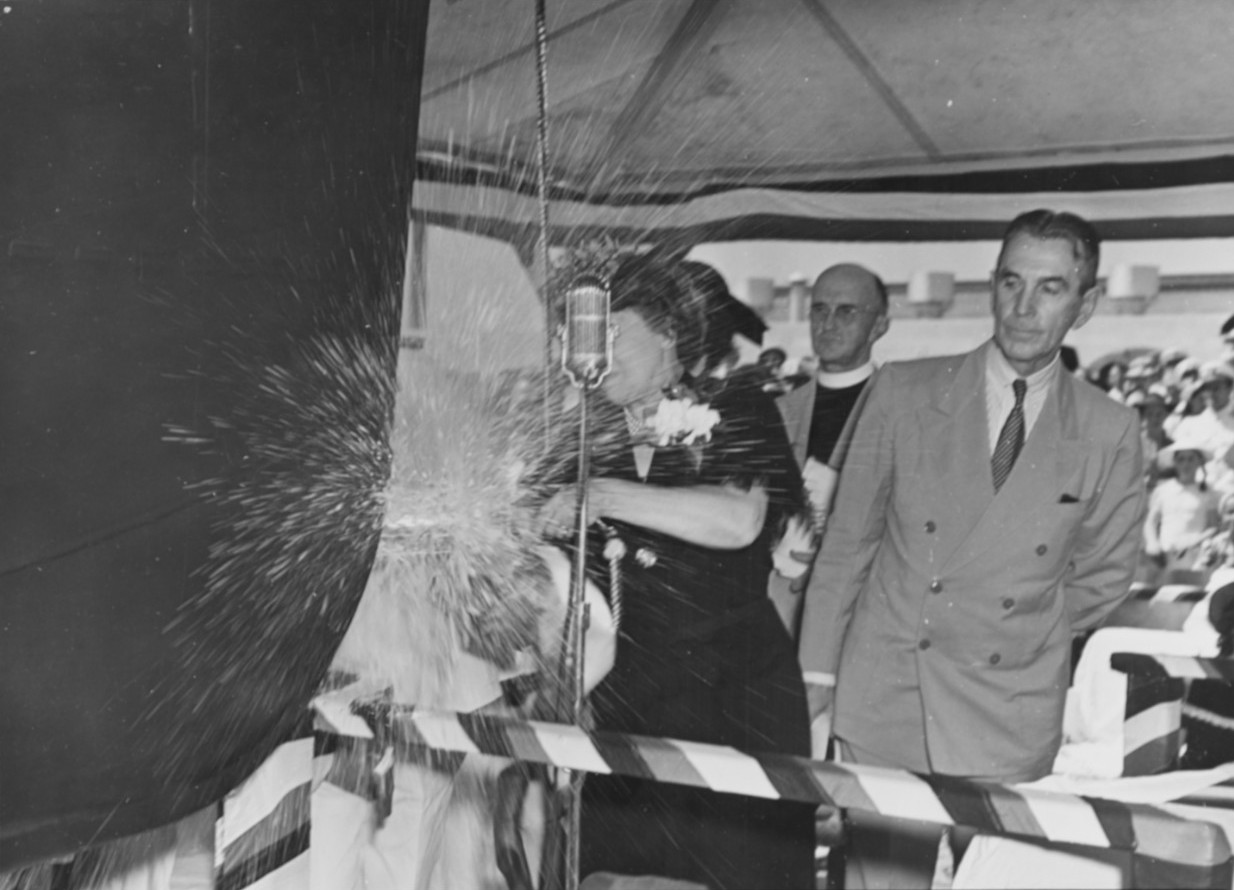
Mme Grizelda Hobson baptise lHobson lors de son lancement le 8 septembre 1941.

Après une série d’entraînements en mer, il réalise des missions d’escorte dans l’Atlantique avant de participer en novembre 1942 à l’opération Torch au large du Maroc pour protéger le porte-avions USS Ranger. Le 2 mars 1943, le destroyer sauve 47 survivants du marchand britannique St. Margaret torpillé et coulé le 27 février au sud-est des Bermudes par le sous-marin allemand U-66.
Reprenant ensuite les entraînements dans le golfe du Mexique, il escorte en juillet 1943 le RMS Queen Mary avec à son bord le Premier ministre Winston Churchill transitant vers Québec afin de participer à la conférence du même nom. En août, il travaille en mer du Nord sous commandement britannique et escorte des convois à destination de l’Union Soviétique. De retour dans les eaux américaines au début de l’année 1944, il attaque et coule le sous-marin allemand U-575.
Le 21 avril 1944, il rejoint la Grande-Bretagne en vue de participer à l’opération Neptune. Intégré au sein de la force navale U à destination d’Utah Beach, il atteint son point de rendez-vous le 6 juin 1944 à 01 h 40 du matin. À l’aube, il bombarde les positions allemandes et assiste à la destruction de l’USS Corry. Lorsque les batteries allemandes sont réduites au silence, l’Hobson peut enfin porter secours à l’équipage du Corry, deux heures après le début du drame.
Après un rapide ravitaillement à Plymouth, il retrouve les côtes normandes le 8 juin puis participe au bombardement des installations défensives de la ville de Cherbourg le 25 juin.
Le 15 août, l’USS Hobson participe au débarquement de Provence avant de rentrer aux États-Unis en octobre pour y être transformé en dragueur de mines rapide. Engagé dans le Pacifique à compter du 24 février 1945, il participe à la bataille d’Okinawa. Le 13 avril, son escadre est attaquée par de nombreux kamikazes japonais : il tire de manière continue sur les avions adverses qui tombent sur les bâtiments de guerre environnant. Rescapé, l’Hobson vient secourir les équipages des navires en perdition comme l’USS Pringle.

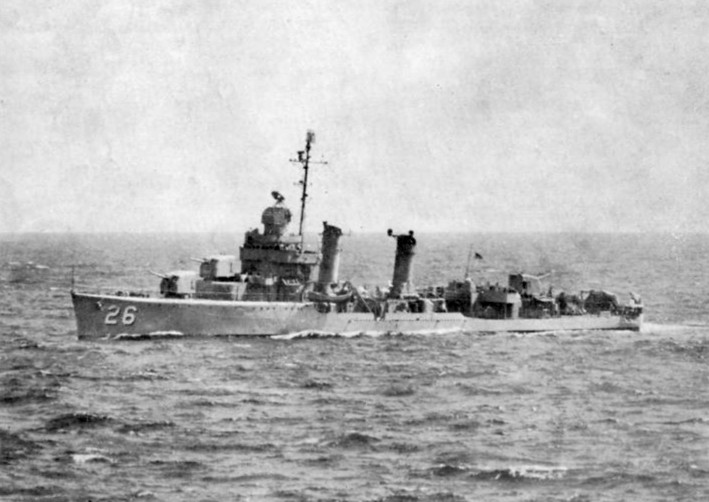
L'USS Hobson en 1948.

Après la guerre, il participe à des exercices dans les Caraïbes qui s’intensifient avec le début de la guerre de Corée. Le 26 avril 1952, alors qu’il escorte le porte-avions Wasp dans l’océan Atlantique en direction de Gibraltar, les deux bâtiments de guerre entrent en collision à 900 km au sud-ouest de Saint-Jean de Terre-Neuve et à 1 000 kilomètres à l’ouest des Açores aux coordonnées 42° 21′ N, 44° 15′ O : le choc est tel que l’Hobson est coupé en deux parties et coule. Le destroyer USS Rodman vient en aide aux 52 rescapés, certains étant restés près de quatre heures à nager dans l’eau, mais 176 membres d’équipage meurent à la suite de cet incident, dont son commandant, le lieutenant commander (capitaine de corvette) W. J. Tierney.

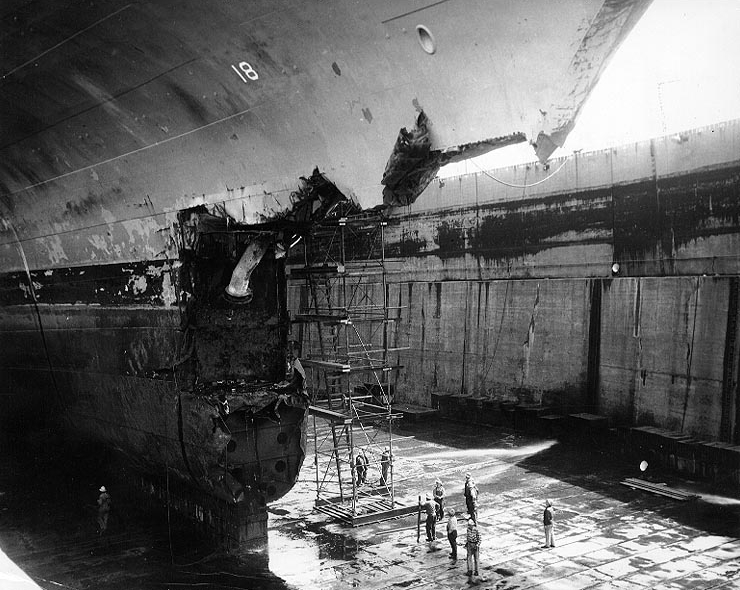
Dégâts subis par le après la collision qui coula le destroyer.

## Honneurs et récompenses
L'Hobson a reçu six battle star pour son service dans la Seconde Guerre mondiale ; cinq dans le théâtre européen et un dans le théâtre du Pacifique asiatique, partageant également la Presidential Unit Citation reçut par la Task Force anti-sous-marine de l'USS Bogue opérant dans l'Atlantique entre le 26 février et le 25 mars 1944.
Ses engagements furent: 1. Débarquement allié à Casablanca, Maroc français - 8 novembre 1942 ; 2. Frappes sur Bodø, Norvège - octobre 1943 ; 3. Naufrage du sous-marin allemand U-575 - 13 mars 1944 ; 4. Débarquement allié en Normandie, France - 6 juin 1944 ; 5. Débarquement allié du sud de la France - 15 août 1944 ; et 6. Débarquement américain à Okinawa, Japon - avril 1945.
Le capitaine de l'Hobson, le lieutenant commander Loveland a reçu la Legion of Merit avec le Combat "V" pour sa conduite exceptionnelle lors du naufrage de l'U-575 le 13 mars 1944, et pour sa bravoure au combat lors de la bataille de Normandie (notamment le D-Day et l'assaut amphibie sur Utah Beach). Lors du bombardement des défenses allemandes à Cherbourg, Loveland a reçu la Silver Star. Il a également reçu la Navy and Marine Corps Medal pour son héroïsme lors de l'opération de remorquage réussi du cargo miné SS Johns Hopkins large de Marseille le 2 octobre 1944.
Pour son héroïsme lors de la bataille d'Okinawa, le nouveau commandant du Hobson, le lieutenant commander Manning, a reçu la Navy Cross. Lors de cette bataille, le lieutenant Vogel a reçu la Bronze Star ; son officier d’ingénierie, le lieutenant Martin J. Cavanaugh, Jr. et le premier maître Howard B. Farris, ont reçu la Silver Star.

## Commandement
- Commander Robert Norton McFarlane du 22 janvier 1942 au 15 juin 1942.
- Commander Kenneth Loveland du 15 juin 1942 au 22 novembre 1944.
- Commander Joseph Ignatius Manning du 22 novembre 1944 au 22 février 1946.
- Lieutenant commander W. J. Tierney d'une date inconnue au 26 avril 1952.